# Asszonyi Tamás
Asszonyi Tamás (Pécs, 1942. augusztus 30.–) Munkácsy Mihály-díjas magyar szobrász- és éremművész. A Széchenyi Irodalmi és Művészeti Akadémia Képző- és Iparművészeti Osztály tagja (1992).

## Életútja
A képző- és Iparművészeti Gimnáziumban érettségizett 1960-ban. Martsa István volt a mestere. Felsőfokú tanulmányokat a Képzőművészeti Főiskolán (1960-1965) folytatott, itt szintén Martsa István volt a mestere, s még Pátzay Pál és Szabó István. 1966 óta kiállítóművész, 1968 óta éremművészeti kiállításokon is szerepel. Az új szentendrei művésztelepen él és alkot 1969 óta. 1981-ben Olaszországban, az 1980-as évek közepén Vietnámban és Kambodzsában járt tanulmányutakon.

## Művészete
Egyre inkább az éremművészet lett az ő művészetének fő területe, de mellette kisplasztikákat és köztéri szobrokat is alkot. Az éremművészetnél, de köztéri alkotásoknál is egyaránt hangsúlyozza a művész és a megrendelő művészeti és etikai felelősségét. Egyre inkább elveti az üres kliséket, s megújítja mind a szobrász-, mind az éremművészetet. A játékosság, a humor, az irónia és az önirónia is beépül az ő művészetébe. Nem véletlen, hogy Két pingvin (1967) című alkotása egy székesfehérvári óvoda udvarán áll, hiszen a felnőtteket is, de kivált a gyermekeket meghatják a pingvinek bohókásnak tűnő szárazföldi jelenetei. Nyilván az sem véletlen, hogy kiváló humoristánknak, Hofi Gézának Asszonyi Tamás állított méltó és karakteres síremléket (2004) a Farkasréti temetőben. Köztéri alkotásai főleg domborművek és díszkutak.
Számos jeles plakettet készített, köztük a Magyar Szabadalmi Hivatal által 1997-ben alapított Jedlik Ányos-díj bronzplakettjét. Kifejezetten a l’art pour l’art jegyében készült Európa elrablása című bronzérme, amely egy kortárs magángyűjteménybe került.
P. Szabó Ernő így összegzi a művész érmészeti munkásságát: „Indulásának első munkái főként a magyar szobrászat Ferenczy Béni–Borsos Miklós nevével fémjelzett vonulatához kötődtek, majd Vígh Tamás és Kiss Nagy András újító törekvéseiből merített bátorítást a továbblépéshez. Az éremművészet magyarországi megújításának egyik legkövetkezetesebb képviselőjeként, az érem plasztikai értékeinek tudatos kutatójaként indult a hatvanas évek második felében, jelentősen hozzájárulva a magyar szobrászat egészének megújulásához is. A hetvenes évek közepén készített ironikus-önironikus műveivel, a többi között az 1976-os Éremépítő szekrénnyel a műfaj kliséinek, kiürült szimbólumainak elvetése, erőteljes, egyéni megoldások alkalmazása, a műfaj törvényszerűségeinek érvényesítése mellett érvel (...). Későbbi periódusainak egyre letisztultabb, a szentendrei építészeti-műemléki környezetből is táplálkozó, de azzal csak közvetett kapcsolatban lévő formavilága a pálya első szakaszának következetes folytatásaként-kiteljesítéseként tekinthető; alakulásában a játékosság, a humor iránti igény érvényesülése mindvégig fontos szerepet játszott. A munkássága kezdetén felbukkant, antik torzókra emlékeztető motívum tovább él a nyolcvanas-kilencvenes évek alkotásaiban is, átalakulásai-torzulásai a művészi eszmények és a valóság konfliktusának tudatos vállalására utalnak...”

## Családja
1966-ban vette feleségül Jávor Piroska festőművészt, házasságukból két leánygyermek született, Zsófia (1972) és Flóra (1977). 1969 óta Szentendrén él.

## Kiállításai (válogatás)[6]

### Egyéni
- 1970 • Derkovits Terem, Budapest
- 1971 • Kossuth Múzeum [Jávor Piroskával], Cegléd

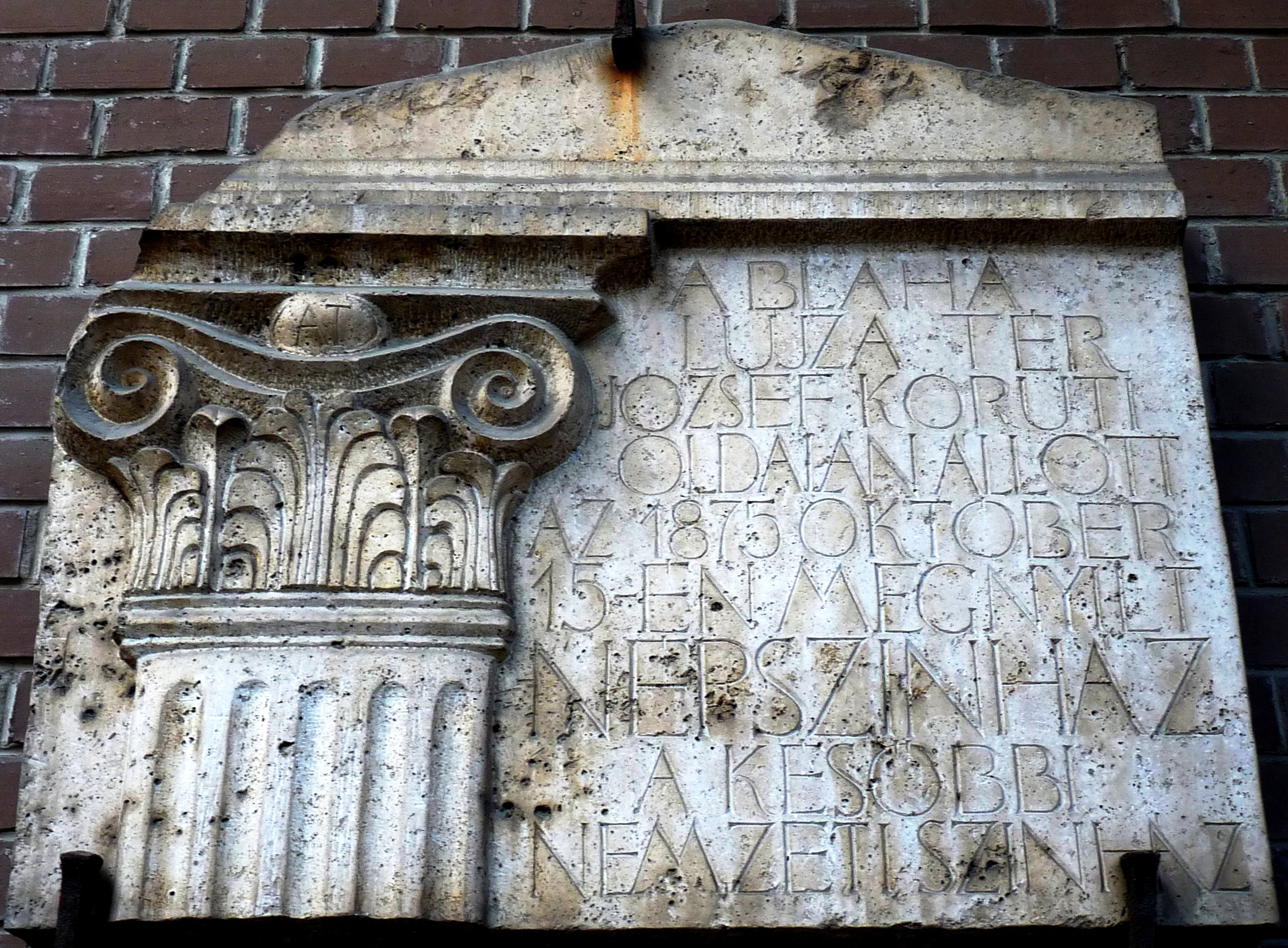
A hajdani Népszínház, majd Nemzeti Színház emléktáblája, dombormű

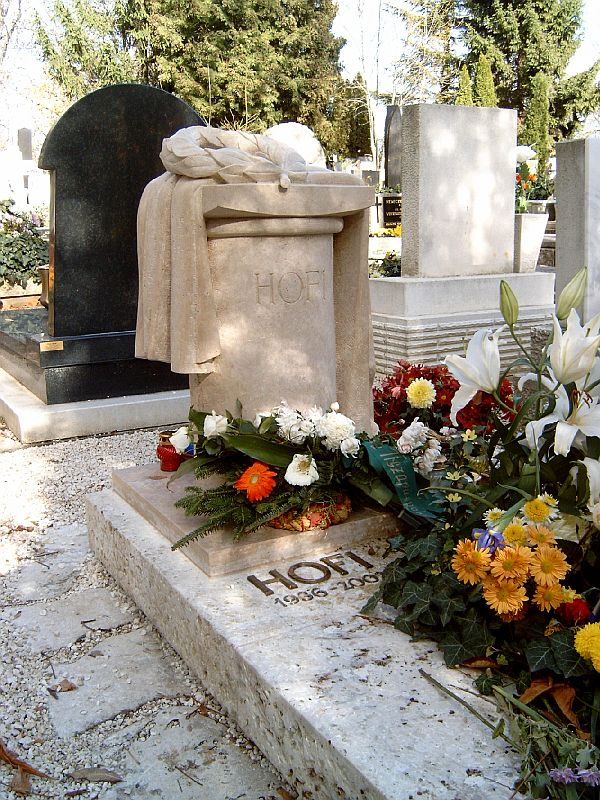
Hofi Géza síremléke
Farkasréti temető

- 1972 • Helikon Galéria, Budapest • Árpád Múzeum (Jávor Piroskával), Ráckeve • Szentendrei érmészek (Csíkszentmihályi Róberttel és Ligeti Erikával), Debrecen
- 1973 • Horvát E. Galéria, Balassagyarmat • Szentendrei érmészek (Csíkszentmihályi Róberttel és Ligeti Erikával), Eger
- 1974 • Szentendrei érmészek (Csíkszentmihályi Róberttel és Ligeti Erikával)
- 1978 • Magyar Nemzeti Galéria, Budapest • Művelődési Ház, Parád • Csontváry Terem, Pécs (Jávor Piroskával) • Pécsi Galéria, Pécs (Jávor Piroskával)
- 1979 • Mini Galéria (Jávor Piroskával), Miskolc
- 1980 • Üzbég Múzeum, Taskent
- 1981 • Babits Múzeum Művelődési Központ, Szekszárd
- 1982 • Báthory Múzeum, Nyírbátor • Alföldi Nyomda, Debrecen • Bányászotthon, Dorog
- 1983 • Magyar Kultúra Háza [Jávor Piroskával], Berlin • Műhely Galéria [Jávor Piroskával], Szentendre
- 1984 • Kőrösi Csoma Sándor Általános Iskola Galéria, Dunakeszi • Madách Galéria, Vác • Atelier Mensch, Hamburg (Jávor Piroskával)
- 1985 • Galerie Nawrocki (Jávor Piroskával), Dortmund
- 1987 • Szentendrei érmészek (Csíkszentmihályi Róberttel, Ligeti Erikával és Jávor Piroskával)
- 1989 • G. Olivar (Jávor Piroskával és Révész Tamással), Uithoorn
- 1993 • Magyar Kultúra Háza (Jávor Piroskával), Stuttgart.

### Csoportos

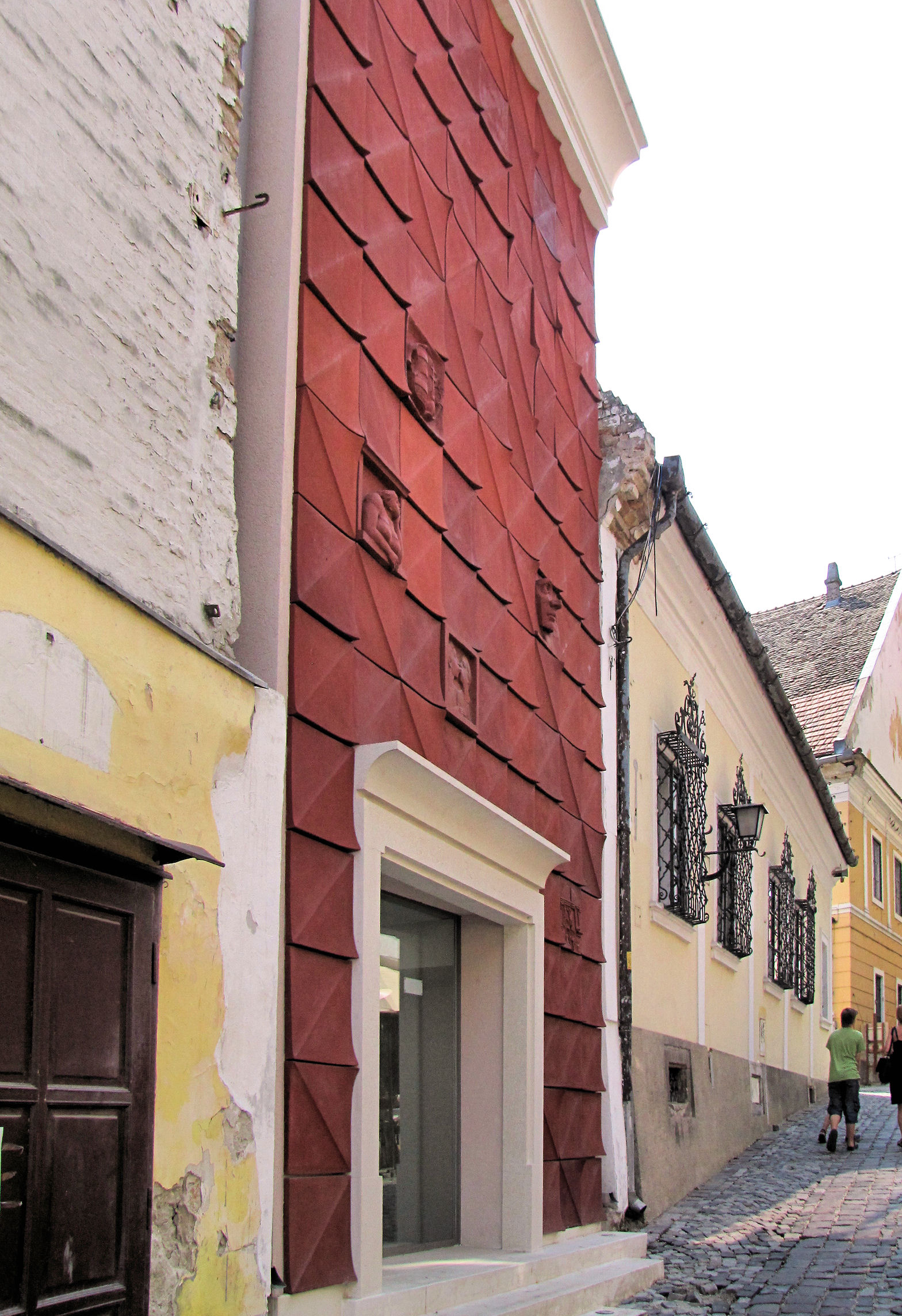
Kovács Margit Múzeum bővítése, tervezte Kocsis József építész Asszonyi Tamás, Csíkszentmihályi Róbert, Szabó Tamás és Szentirmai Zoltán képzőművészek közreműködésével.

- 1967, 1969, 1971, 1976, 1981 • Pécsi Kisplasztikai Biennálé
- 1971 • Magyar rajzok és kisbronzok, Nápoly
- 1973 • XV. Fidem, Helsinki
- 1975 • III. Nemzetközi Kisplasztikai Biennálé, Műcsarnok, Budapest • XVI. Fidem, Krakkó
- 1977 • Magyar festészeti és numizmatikai kiállítás, Havanna • 14. Middelheimi Biennálé, Antwerpen • XI. Nemzetközi Kisplasztikai Biennálé, Padova • XVII. Fidem • I. Országos Érembiennálé, Sopron • Magyar Éremantológia 1945-1976, Szentendre
- 1978 • Az I. Országos Érembiennálé díjazottjainak kiállítása, Sopron
- 1979 • Modern Magyar Éremművészet, Stockholm • XVIII. Fidem, Lisszabon
- 1980 • Modern Magyar Éremművészet, Osló
- 1981 • III. Országos Érembiennálé, Sopron
- 1982 • Mai Magyar Éremművészet, Moszkva, Leningrád • Az emberi környezetért, Vigadó Galéria, Budapest
- 1983 • IV. Országos Érembiennálé, Sopron
- 1984 • Modern Magyar Érmek és Antiérmek, Wolverhampton, London, Oxford, Gateshead
- 1985 • Válogatás 40 év érmeiből, Helikon Galéria, Budapest • V. Országos Érembiennálé, Sopron • Szentendrei Érmek és Kisplasztikák, Szentendre • Magyar Éremművészet, Varsó • XXI. Fidem, Stockholm
- 1986 • Táblaképek és Kisplasztikák Szentendréről, Dewlmenhorst (D) • az V. Országos Érembiennálé díjazottjainak kiállítása, Sopron
- 1987 • XXII. Fidem, Colorado Springs
- 1989 • II. Nemzetközi Érem Quadriennálé
- 1993 • Modern Magyar Éremművészet I. 1896-1975 • IX. Országos Érembiennálé, Sopron
- 1995 • Helyzetkép/Magyar szobrászat, Műcsarnok, Budapest • Magyar Szalon '97, Műcsarnok, Budapest
- 2006 • Szobrászat Szentendrén,[7] Erdész Galéria (Gallery Erdész and Design), Szentendre.

## A művész emlékérmeiből, plakettjeiből

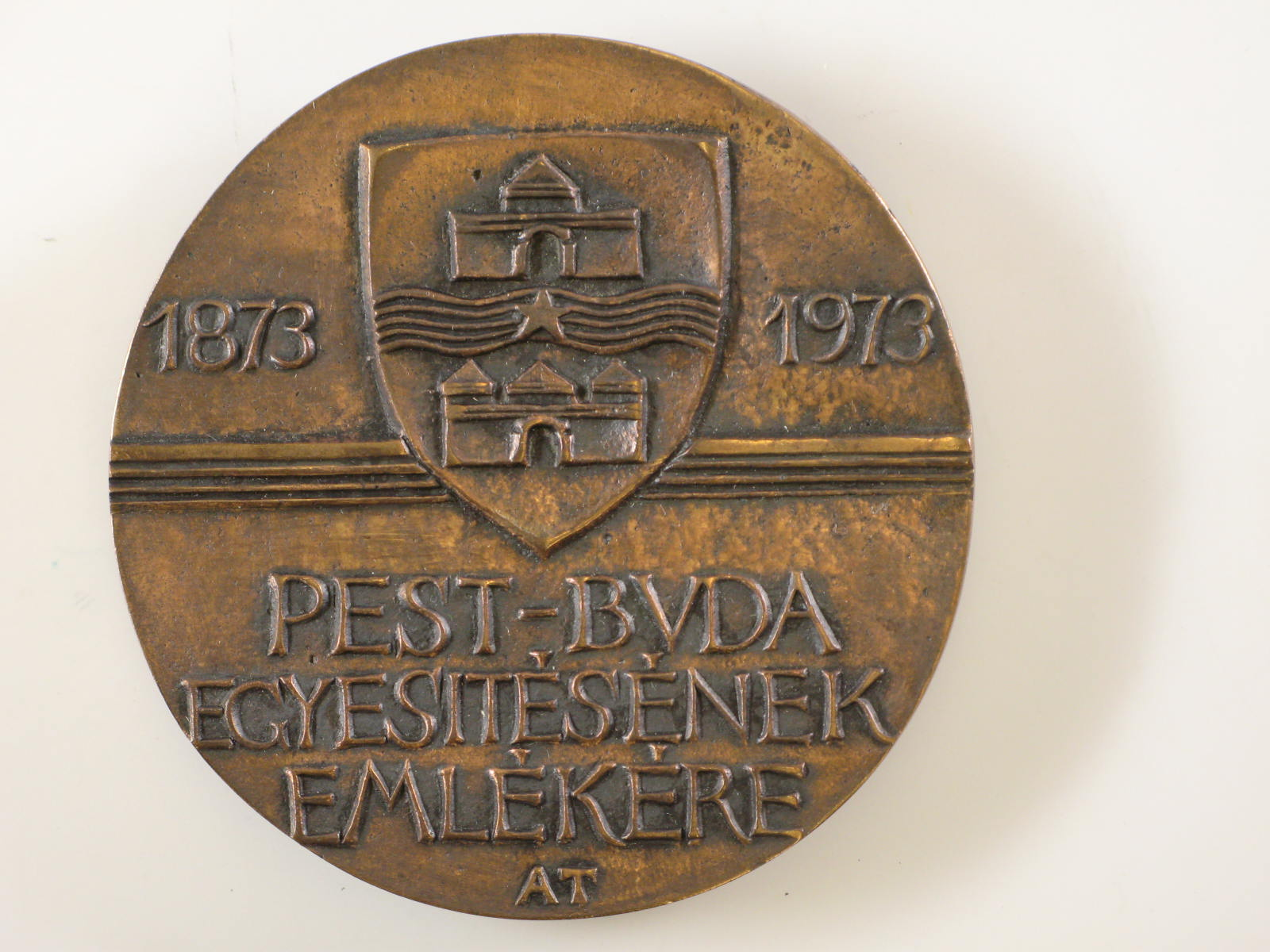
Emlékérem Pest-Buda egyesítésének emlékére (1973)

- Egriek a városért 1972 díjérem (öntött bronz, 83mm)
- Budapest Fővárosi Tanács emlékérem (öntött bronz, 68,5mm)
- Budapest Fővárosi Tanácsa díjérem (eo. öntött bronz, 100X103mm)
- 100 éves a Magyar Vöröskereszt (öntött bronz, 110mm)
- Pest-Buda egyesítésének emlékére (öntött bronz, 85,5-87mm)
- Móra Ferenc-emlékérem (öntött bronz, 83mm)
- Újjáépült a budai sikló 1986 (öntött bronz, 106mm)
- Márki Sándor emlékérem (öntött bronz, 76mm)
- Márki Sándor emlékérem 1514 (kiegyenesített kaszák) (öntött bronz, 80,5mm)[8]

## A művész köztéri alkotásaiból[9]
- Két pingvin szobor (1965–1967, Székesfehérvár, Ybl Miklós lakótelep, Ybl lakótelepi óvoda kertje)
- Díszkút (mészkő, bronz, 1968, Szolnok, MÁV-kórház)
- Dombormű (mészkő, 1971, Népszínház u., Budapest)
- Dombormű (mészkő, 1974, Kristóf tér, Budapest)
- Dombormű (bronz, 1974, Aranykéz u., Budapest)
- Plasztika (öntöttvas, Budapest, 1974, Ganz u.)
- Dombormű (mészkő, 1975, Sásd)
- Dombormű (bronz, 1975, Pécs)
- Szökőkút (mészkő, vas, 1976, Gödöllő)
- Károlyi Mihály-emléktábla (bronz, 1978, Parád)
- Díszkút (mészkő, 1979, Tatabánya)
- Ivókút (mészkő, kovácsoltvas, 1980, Szentendre)
- Dombormű (mészkő, ólom, 1980, Budapest)
- Medve u. (1980, Budapest, elveszett)
- Díszkút (mészkő, 1980, Budapest)
- Békásmegyeri lakótelep (1980, Budapest, elveszett)
- Ivókutak (öntöttvas, 1981, Városliget, Budapest, ismeretlen helyen)
- Szökőkút (mészkő, vas, 1981, Kaposvár)
- 1956-os emlékplasztika (bronz, 1994, Salgótarján).

## Művei közgyűjteményekben[10]
- Báthory István Múzeum (Nyírbátor);
- Ferenczy Múzeum (Szentendre);
- Helytörténeti Múzeum (Várpalota);
- Liszt Ferenc Múzeum (Sopron);
- MNG, Budapest;
- Modern Magyar Képtár, JPM (Pécs);
- Museum of American History (Washington DC);
- Münzkabinett (München);
- The British Museum (London);
- Városi Képtár (Drezda).

## Díjak, elismerések (válogatás)
- II. Országos Kisplasztikai Biennálé, II. díj (1969);
- Szegedi Nyári Tárlat díja (1969);
- Pest Megyei Tárlat, I. díj (1970);
- Munkácsy-díj (1974);[3]
- V. Kisplasztikai Biennálé, I. díj (1976);
- Debreceni Nyári Tárlat, I. díj;
- III. Indiai Triennálé, Újdelhi, a zsűri különdíja (1978);
- Érdemes művész (1981);[3]
- Kiváló művész (1989);[3]
- MSZOSZ-díj (1992)
- Magyar Művészetért díj (1995).[3]